# Автошлях Т 1917
Автошля́х Т 1917 — автомобільний шлях територіального значення у Полтавській та Сумській областях. Проходить територією Зіньківського та Охтирського районів від перетину з Т 1728 — до Малої Павлівки. Загальна довжина — 1 км.

## Маршрут
Автошлях проходить через такі населені пункти:
| Автошлях Т 1727    |        |
| Полтавська область |        |
| Зіньківський район |        |
|                    | Т 1728 |
| Сумська область    |        |
| Охтирський район   |        |
| Мала Павлівка      | Т 1705 |